# Cinema interactiu
El cinema interactiu es basa en la participació activa de l'espectador en una pel·lícula o sèrie. Es considera que la primera pel·lícula interactiva de la història és Kinoautomat (1967), de Raduz Cincera. Aquesta es presentà per primer cop a l'Expo 67 a Mont-real.

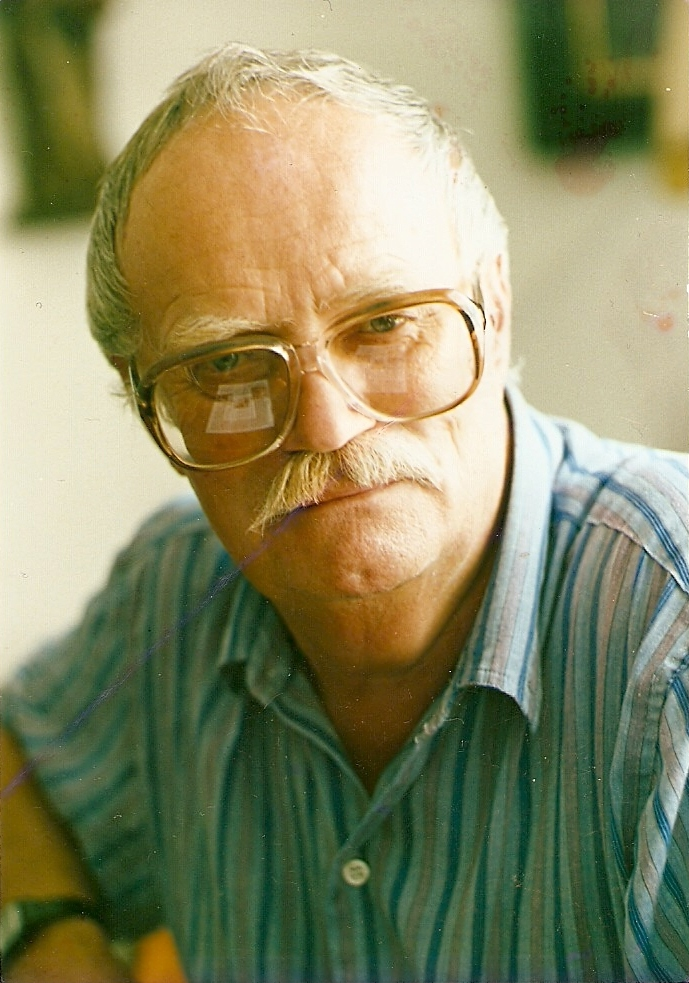
Raduz Cincera

## Interacció
Les diferents formes d'interacció amb obres audiovisuals que ens poden trobar avui dia són molt extenses. Des de videojocs a les noves pel·lícules interactives que trobem a les plataformes de streaming en línia.
Es pot entendre que, realment, la interacció de l'espectador amb una pel·lícula és molt limitada, donat que les diferents opcions amb les quals es pot trobar han sigut prèviament triades per l'equip que l'ha creat i que, per tant, tampoc són infinites.
A les pel·lícules tradicionals, la informació i narració se li presenta a l'espectador de forma passiva, és a dir, ell no té cap paper actiu en allò que passa. En canvi en els videojocs el jugador és qui controla els esdeveniments (dins de totes les limitacions) i, per tant, el seu paper és actiu. El que es busca amb les pel·lícules interactives és combinar aquestes dues experiències.
Una de les limitacions més òbvies de tots aquests mitjans interactius és que l'espectador sempre podrà triar les accions factuals, però no les emocionals. És a dir, els videojocs populars actuals i les pel·lícules comercials es basen en les accions com a fils conductors i, si volguessin crear una interacció emocional, es trobarien amb moltes dificultats.
Una altra dificultat, si es pretenen fer les pel·lícules interactives en 360 graus, és que s'hauria de crear completament un nou plantejament de creació i narració audiovisual. S'hauria de pensar quin paper tindria l'espectador en elles (si formaria part d'elles o si seguiria sent un espectador) i també en nous mètodes de gravació, entre d'altres.

## Història
A partir de la industrialització de la producció cinematogràfica, es va normalitzar l'estructura narrativa i la projecció fílmica. Va augmentar el fenomen de les sales de cine amb pantalla on l'espectador l'únic que veu és filmació degut a l'obscuritat de la sala. Més tard, el 1951, la Twentieth Century Fox va incorporar el sistema de sonorització estereofònic i va ampliar la pantalla de manera que volien arribar a convertir l'experiència cinematogràfica com una experiència real, on l'espectador s'endinsava a la pantalla, és a dir, volien crear interacció entre la pel·lícula i el públic.
Amb l'arribada de les vanguardes artístiques, que volien innovar dins de la narrativa clàssica van crear el "cine d'expansió", el qual buscava l'experiència sensorial i la creació d'ambient immersius. A partir d'aquest fet van anar creant diferents mètodes per acostar-se més al cinema interactiu.
El 1954, Morton Heilig va crear el Sensorama, la primera màquina caracteritzada com a tecnologia immersiva però a nivell individual. Es podria considerar el primer sistema de realitat virtual. El 1959 Charles Eames va presentar un sistema de multiprojecció de 7 pantalles a la fira internacional de Moscú. El 1969 John Cage, Lejaren Hiller i Ronald Nameth van usar 11 pantalles translúcides paral·leles damunt un escenari on es va fer una performance musical. A través d'una superfície cilíndrica es captaven projeccions de diapositives i films provinents de tot arreu.
El 1967 va destacar Kinoautomat, el qual és considerat el primer llargmetratge interactiu. Va ser presentat en el congrés internacional ECREA de Praga. Va ser un experiment tècnic d'entreteniment popular, un joc artístic. Arxivat 2021-11-13 a Wayback Machine.
El seu funcionament consistia en un seient per a cada espectador, el qual tenia dos botons, un vermell i l'altre verd. Durant la pel·lícula, apareixien moments en els quals la pel·lícula es parava per convidar a l'espectador a triar la decisió de la projecció. El públic votava a través dels botons i enviaven la seva resposta, els vots eren recontats i el film triava l'opció més votada per seguir la trama a través d'un sistema de doble projecció. En l'original pel·lícula, la pantalla mostrava unes llums vermelles i verdes segons quin era el color majoritari.

## CtrlMovie
Ctrl Movie és una aplicació especialitzada en obres interactives. Aquesta ofereix una sèrie d'obres interactives les quals es poden veure (i interactuar amb elles), des de diferents dispositius i plataformes. Va ser fundada per Tobias Weber i Ivo Braunschweiler.
L'aplicació ofereix la possibilitat de projectar les imatges a un cinema i que tots els espectadors tinguin el poder de participar en la tria d'allò que passa. Mitjançant l'aplicació i des dels seus telèfons intel·ligents, cadascun dels espectadors pot escollir una opció i la que hagi sigut triada per la majoria serà la que s'utilitzi per continuar amb la pel·lícula.
La visualització de les pel·lícules es pot portar a terme també a través d'AppleTV, Further PS4, Xbox One i Steam (ordinador personal i Mac).
Per que fa a telèfons mòbils, fins ara només està disponible per iOS. Als dispositius mòbils existeix la possibilitat de dividir les visualitzacions per capítols, per tal que l'ús de l'aplicació s'adapti a les hores de pantalla habituals de cada usuari.
A més a més, l'aplicació disposa també de moltes altres eines per tal de portar a l'espectador una màxima experiència interactiva. Entre moltes d'elles destaquen: poder moure el camp de visió, saltar fragments i, òbviament, els botons per poder realitzar les diferents tries.
Per acabar, també permet veure les pel·lícules de la forma tradicional, amb la versió lineal. En aquest cas, només es triaria una opció i la resta de la pel·lícula passaria a explicar-se de forma convencional, sense interacció.

### CtrlEdit
CtrlEdit és una extensió de CtrlMovie. Es tracta d'una altra aplicació o programa que permet editar i crear noves obres interactives.

## Pel·lícules interactives
Possiblement la més coneguda fins al moment és la popular Black Mirror: Bandersnatch, produïda per la plataforma de streaming en línia Netfilx. Aquesta pel·lícula és la primera interactiva, no només de la seva sèrie (Black Mirror), sinó que de la pròpia plataforma.
A continuació una llista de pel·lícules interactives:
- Kinoautomat (1967), de Raduz Cincera.
- I'm Your Man (1992), curtmetratge de Bob Bejan.
- Mr. Payback: An Interactive Movie (1995), de Bob Gale.
- Policenauts (1996), de Hideo Kojima
- Tender Loving Care (1998), de David Wheeler.
- Late Shift (2016), de Tobias Weber.
- Buddy Thunderstruck: The maybe pile (2017), de Harry Chaskin.[7]

### Netflix
Plataformes de contingut audiovisual com són Netflix també aposten per una nova tècnica de tractar les pel·lícules interactives, oferint a l'espectador una nova experiència. No és ni un videojoc ni una pel·lícula, és un visionat argumental on el públic pren partida.

Netflix descriu el seu contingut interactiu com a:
| « | Nou i divertir mètode per gaudir de l'experiència de Netflix. En cada capítol podràs triar diferents opcions pels personatges i donar forma a la història sobre la marca. Cada elecció condueix a una nova aventura, així que podràs visualitzar el contingut diverses vegades i gaudir d'una història diferent en cada ocasió. | » |

Algunas de les pel·lícules o sèries interactives originals de la plataforma són:
| Pel·lícula                                | Any       | Creador/a                                             |
| ----------------------------------------- | --------- | ----------------------------------------------------- |
| Black Mirror: Bandersnacth                | 2018      | David Slade                                           |
| Minecraft: Story Mode                     | 2015-2017 | Telltale Games                                        |
| Boss baby: get that baby!                 | 2020      | Dan Forgione, Pete Jacobs, Matt Whitlock              |
| Stretch Armstrong: the breakout           | 2018      | Kevin Altieri, Alan Caldwell, Victor Cook, Frank Paur |
| Puss in book: trapped in an epic tale     | 2017      | Roy Burdine, Johnny Castuciano                        |
| Carmen Sandiego: To steal or not to steal | 2020      | Jos Humphrey, Kenny Park                              |
| Captain Underpants: epic choice-o-rama    | 2020      | Todd Grimes                                           |
| Kimmy vs. the reverend                    | 2020      | Claire Scanlon                                        |
| Buddy thunderstruck: the maybe pile       | 2017      | Harry Chaskin                                         |
| You vs. wild                              | 2019      | Robert Buchta, Bear Grylls, Delbert Shoopman          |